# Арта Точи
Арта Точи (на албански: Arta Toçi, на македонска литературна норма: Арта Точи) е политик от Северна Македония от албански произход.

## Биография
Родена е на 7 август 1962 година в град Тетово, тогава във Федеративна народна република Югославия. Получава бакалавърска степен от Прищинския университет, магистратура от Университета на Индиана, и доктоторска степен от Университета на Югоизточна Европа в Тетово.
Точи преподава английски език в Университета на Югоизточна Европа. В 2017 година става заместник-министър на външните работи. През юни 2019 година година става депутат от Алианс за албанците в Събранието на Република Македония на мястото на подалия оставка Весел Мемеди.
През септември 2020 година Точи напуска Алианс за албанците, поради игнорирането на жените в партията и заобикалянето на Тетово от лидера Зиадин Села.